# 矢崎えりい
矢崎 えりい（やざき えりい）は、日本の元女性声優。

## 出演

### テレビアニメ
1987年
- エスパー魔美（1987年 - 1988年、子供B、女生徒B、女教師、女生徒B、テニス部員、観客、主婦、生徒、女2、女の子B 他）
- シティーハンター（1987年 - 1988年、女性客、美女B、ホステスA、女、女子大生、客、女たち、女の子たち、OL、女の子、子供たち、アグネス会員たち、子供B）

1988年
- シティーハンター2（美女B、婦警A、極悪軍団、女子大生B、女、ギャルB）
- プロゴルファー猿（アナウンス、キャディー）
- 新プロゴルファー猿（女教師、女の人B）

### OVA
1987年
- ルパン三世 風魔一族の陰謀（女）